# کدوی خاردار
کدوی خاردار (نام علمی: Momordica cochinchinensis) نام یک گونه از تیره کدوییان است.

## جایگاه کشت و ریشه واژه
میوه گاک در سراسر خاور (جنوب شرقی) آسیا در دسترس است. رنگ نارنجی و سرخ این میوه نشان از وجود بتاکاروتن و لیکوپن در آن را دارد.
گاک (Gâc) یک واژهٔ ویتنامی است که کوتاه‌شدۀ نام qua gâc می‌باشد. qua پیشوندی است که برای دسته‌بندی میوه‌ها به کار می‌رود. به گاک، ملون سرخ (Red melon) نیز می‌گویند.

## توصیف گیاه
گاک گیاهی بالارونده (تاک = Vine) و دوپایه‌ای (گیاهی که اندام و گل‌های نر و مادهٔ آن در دو پایهٔ جداگانه قرار دارد) می‌باشد. در صورت فراهم بودن شرایط رشد در یک منطقه، این گیاه را بالای فنس‌ها و روی گیاهان وحشی دیگر می‌توان یافت. همچنین می‌تواند در ورودی باغ‌ها و خانه‌های روستایی (داخل یک توری و به صورت منظم) دیده شود. این گیاه می‌تواند تا ۲۰ متر رشد کند و رنگ آن پس از رشد به زرد متمایل خواهد شد. گاک در سال، یک بار میوه می‌دهد و تنها در همان فصل می‌توان آن‌ها را از فروشگاه‌های محلی تهیه کرد.

## توصیف گل‌ها
گل‌های تولید شده توسط گیاه Momordica cochinchinensis، یا به صورت تک، یا به صورت چندتایی و نر هستند. این گل‌ها کرک‌دار و به‌طور معمول طولشان ۵ تا ۱۰ سانتی‌متر است.

## توصیف میوه
وقتی میوهٔ گاک برسد، رنگ آن نارنجی تیره و شکل آن گرد و کشیده خواهد شد (با طول حدوداً ۱۳ سانتی‌متر و عرض حدوداً ۱۰ سانتی‌متر).
پوست این میوه از خارهای کوچکی پوشیده شده‌است. گوشت میانی میوهٔ گاک، تا حدی متراکم بوده و رنگ آن نارنجی روشن است. این قسمت طعم ملایمی شبیه به خیار دارد. هسته‌های قهوه‌ای و تیرهٔ این میوه نیز خوراکی می‌باشند که توسط کیسه‌های غشا مانند قرمز رنگی پوشیده شده‌اند و طعم ملایم و آجیلی دارند.

## پرورش
پرورش گاک از طریق قلمه، روش مطمئن‌تری نسبت به پرورش آن از طریق بذر می‌باشد. رشد و پرورش از طریق بذر، شرایط سختی را برای گیاه به وجود می‌آورد و آن را نسبت به عواملی از جمله شرایط آب و هوایی، عمر گیاه و زمان استراحت (Dormancy) آن حساس می‌کند.
یک روش جایگزین موفق برای پرورش گاک، پیوند زدن یک قلمهٔ ماده از گیاه، به یک شاخهٔ اصلی از نوع نر می‌باشد. این روش باعث تقویت قدرت باروری این گیاه خواهد شد. دو تا سه ماه پس از کاشت قلمهٔ گاک، گل‌دهی آن شروع می‌شود. گرده افشانی این گل‌ها توسط حشرات مختلف یا به منظور باردهی بیشتر، به صورت دستی صورت می‌گیرد. هر گیاه در فصل مناسب خود، بین ۳۰ تا ۶۰ میوه تولید می‌کند که با توجه به شرایط محیطی، ممکن است تغییر کند.

## برداشت
به دلیل زمان برداشت نسبتاً کوتاه گاک [که اوج آن در ماه‌های دسامبر و ژانویه (اواسط آذرماه تا اواسط بهمن‌ماه) می‌باشد]، دسترسی به این میوه نسبت به دیگر میوه‌ها کمتر است.
یک میوهٔ گاک رسیده و با کیفیت را از روی پوست یکدست نارنجی و قرمز، گوشت داخلی زرد، غشای کیسه‌مانند قرمزرنگ دور هسته و نرم بودن میوه به هنگام چیدن تشخیص می‌دهند.

## بازرگانی
در آغاز سده ۲۱، بازاریابی و بازرگانی گاک به شکل آبمیوه، پودر میوه و مکمل‌های رژیم غذایی به دلیل وجود کاروتنوئیدها در آن، در داخل آسیا و خارج از آن، رونق گرفت و برای کشت بهتر و نگهداری ویژگی‌های فیتوشیمیایی (مایه‌های شیمیایی موجود در گیاه) این میوه، روش‌های بهینه‌ای را نیز تدارک دیدند.

## کاربرد
به‌کارگیری از گیاه گاک در آشپزی و پزشکی سنتی، پیشینه باستانی دارد. در ویتنام، میوه و برگ این گیاه را برای پخت خوراک به کار می‌گرفتند. این میوه اکنون نیز در جشن‌های آغاز سال ویتنام (به نام têt)، ازدواج و دیگر مراسم، جایگاه ویژه‌ای دارد که از آن در پخت خوراک ویژه‌ای به نام "xôi gâc" به کار گرفته می‌شود؛ به این گونه که هسته و لایه کیسه‌مانند دور آن به همراه برنج پخته می‌شود و برنج رنگ سرخ و مزه گاک را به خودش می‌گیرد.
در چین باستان نیز از هسته این میوه برای درمان گونه‌های بیماری‌ها به کار می‌گرفتند.